# 小林洋子
小林 洋子（こばやし ようこ、1973年3月11日 - ）は、日本の政治家。東京都小平市長（2期）。元小平市議会議員（3期）。

## 来歴
東京都小平市生まれ。生家は農家。小平市立小平第九小学校、小平市立小平第三中学校、東京都立小金井北高等学校、トラベルジャーナル旅行専門学校卒業。
大陸トラベルに勤務。また、番組制作会社に所属し、TBSラジオのキャスターとして活動した。
2011年（平成23年）、小平市議会議員選挙に民主党公認で立候補し初当選。2019年（平成31年）、立憲民主党公認で3期目の当選。
2020年（令和2年）11月、立憲民主党を離党。同年12月17日、任期満了に伴う小平市長選挙に立候補する意向を表明。

### 2021年小平市長選挙
2021年（令和3年）3月28日、小平市長選挙が告示された。立憲民主党・日本共産党・国民民主党・生活者ネットワークの推薦を受けた小林と、自由民主党・公明党の推薦を受けた前市議の磯山亮の2名が立候補。告示日に行われた磯山の出陣式には、地元選出衆議院議員の松本洋平のほか、丸川珠代五輪相、河野太郎行政改革担当相、片山さつき参議院議員、中川雅治参議院議員、朝日健太郎参議院議員らが応援にかけつけ、選挙期間中は竹谷とし子参議院議員や東京都医師会の尾崎治夫会長も磯山の応援に入った。与野党が真っ向から対決した選挙として注目を浴びたが、投票日の4月4日、小林が磯山を下し初当選を果たした。小平市初の女性市長だった。4月11日、市長就任。
※当日有権者数：157,176人 最終投票率：39.20%（前回比：＋4.56pts）
| 候補者名 | 年齢 | 所属党派 | 新旧別 | 得票数   | 得票率 | 推薦・支持                                                     |
| -------- | ---- | -------- | ------ | -------- | ------ | -------------------------------------------------------------- |
| 小林洋子 | 48   | 無所属   | 新     | 32,180票 | 52.93% | （推薦）立憲民主党・日本共産党・国民民主党・生活者ネットワーク |
| 磯山亮   | 41   | 無所属   | 新     | 28,615票 | 47.07% | （推薦）自由民主党・公明党                                     |

2025年3月30日告示・4月6日投票の市長選に政党の推薦なしで立候補した。選挙の結果、元市議会議長と障害者支援施設職員の2名を破って再選した。